# Lago Großer Peetscher
El lago Großer Peetscher (en alemán: Großer Peetschersee) es un lago situado en el distrito de Rostock, en el estado de Mecklemburgo-Pomerania Occidental (Alemania), a una altitud de 2.1 metros; tiene un área de 62 hectáreas.